# وومنگتسا (شهرستان چارنکوو-تژچیانکا)
وومنگتسا (به لاتین: Łomnica) یک روستا در لهستان است که در گمینا تژچیانکا واقع شده‌است. وومنگتسا ۳۰۰ نفر جمعیت دارد.